# Landkreis Hilpoltstein
Der Landkreis Hilpoltstein gehörte zum bayerischen Regierungsbezirk Mittelfranken. Vor dem Beginn der bayerischen Gebietsreform am Anfang der 1970er Jahre umfasste der Landkreis 84 Gemeinden.

## Geographie

### Wichtige Orte
Die der Einwohnerzahl nach größten Gemeinden waren Hilpoltstein, Allersberg, Greding, Heideck und Thalmässing.

### Nachbarkreise
Der Landkreis grenzte 1972 im Uhrzeigersinn im Nordwesten beginnend an die Landkreise Schwabach, Neumarkt in der Oberpfalz, Beilngries, Eichstätt und Weißenburg in Bayern.

## Geschichte

### Bezirksamt
Anlässlich der Reform des Zuschnitts der bayerischen Bezirksämter wurde das Bezirksamt Hilpoltstein am 1. Januar 1880 aus zwei Gerichtsbezirken gebildet, die bis dahin den Bezirksämtern Beilngries (Amtsgericht Greding) und Neumarkt in der Oberpfalz (Amtsgericht Hilpoltstein) angehört hatten.

### Landkreis
Am 1. Januar 1939 wurde im Deutschen Reich die einheitliche Bezeichnung Landkreis eingeführt. So wurde aus dem Bezirksamt der Landkreis Hilpoltstein.
Am 1. April 1951 schied die Gemeinde Sornhüll aus dem Landkreis Hilpoltstein aus und wurde dem Landkreis Eichstätt angeschlossen.
Am 1. Juli 1972 wurde der Landkreis Hilpoltstein im Zuge der Gebietsreform in Bayern aufgelöst:
- Die Gemeinden Altdorf, Emsing, Erkertshofen, Großnottersdorf, Kaldorf, Mantlach, Morsbach, Petersbuch, Stadelhofen und Titting kamen zum Landkreis Eichstätt im Regierungsbezirk Oberbayern.
- Die Gemeinden Michelbach und Mörsdorf kamen zum Landkreis Neumarkt in der Oberpfalz im Regierungsbezirk Oberpfalz.
- Die Gemeinden Biburg und Wengen kamen zum Landkreis Weißenburg-Gunzenhausen.
- Alle übrigen Gemeinden wurden mit dem größten Teil des Landkreises Schwabach zum neuen Landkreis Roth bei Nürnberg zusammengefasst. Am 1. Mai 1973 erhielt der Landkreis seine heutige Bezeichnung Landkreis Roth.[4][5]

## Einwohnerentwicklung
| Jahr | Einwohner | Quelle |
| ---- | --------- | ------ |
| 1885 | 24.282    | [ 6 ]  |
| 1900 | 23.435    | [ 7 ]  |
| 1910 | 23.656    | [ 7 ]  |
| 1925 | 24.274    | [ 8 ]  |
| 1939 | 23.926    | [ 9 ]  |
| 1950 | 33.781    | [ 10 ] |
| 1960 | 30.900    | [ 11 ] |
| 1971 | 35.800    | [ 12 ] |

## Gemeinden
Kursiv gesetzte Orte sind noch heute selbständige Gemeinden. Bei den Orten, die heute nicht mehr selbständig sind, ist vermerkt, zu welcher Gemeinde der Ort heute gehört. Die meisten Gemeinden des ehemaligen Landkreises gehören heute zum Landkreis Roth, andernfalls ist es ebenfalls vermerkt.
Städte
1. Greding (Stadt Greding)
2. Heideck
3. Hilpoltstein

Märkte 
1. Allersberg
2. Eysölden (Markt Thalmässing)
3. Thalmässing
4. Titting (Lk. Eichstätt)

Weitere Gemeinden
1. Aberzhausen (Stadt Heideck)
2. Alfershausen (Markt Thalmässing)

Landkreis Hilpoltstein, Gemeindegrenzenkarte von 1961

3. Altdorf (Markt Titting, Lk. Eichstätt)
4. Altenfelden (Markt Allersberg)
5. Aue (Markt Thalmässing)
6. Biburg (Markt Nennslingen, Lk. Weißenburg-Gunzenhausen)
7. Birkach (Stadt Roth, Markt Allersberg)
8. Brunnau (Markt Allersberg)
9. Dixenhausen (Markt Thalmässing)
10. Ebenried (Markt Allersberg)
11. Emsing (Markt Titting, Lk. Eichstätt)
12. Erkertshofen (Markt Titting, Lk. Eichstätt)
13. Esselberg (Stadt Greding)
14. Euerwang (Stadt Greding)
15. Göggelsbuch (Markt Allersberg)
16. Grafenberg (Stadt Greding)
17. Großhöbing (Stadt Greding)
18. Großnottersdorf (Markt Titting, Lk. Eichstätt)
19. Hagenbuch (Stadt Hilpoltstein)
20. Hagenich (Markt Thalmässing)
21. Harrlach (Stadt Roth)
22. Hausen (Stadt Greding)
23. Herrnsberg (Stadt Greding)
24. Heuberg (Stadt Hilpoltstein)
25. Hofstetten (Stadt Hilpoltstein)
26. Jahrsdorf (Stadt Hilpoltstein)
27. Kaising (Stadt Greding)
28. Kaldorf (Markt Titting, Lk. Eichstätt)
29. Karm (Stadt Hilpoltstein)
30. Kesselberg (Markt Titting, Lk. Eichstätt)
31. Kleinhöbing (Markt Thalmässing)
32. Kleinnottersdorf (Stadt Greding)
33. Kraftsbuch (Stadt Greding)
34. Laffenau (Stadt Heideck)
35. Laibstadt (Stadt Heideck)
36. Lampersdorf (Markt Allersberg)
37. Landersdorf (Markt Thalmässing)
38. Landerzhofen (Stadt Greding)
39. Lay (Stadt Hilpoltstein)
40. Liebenstadt (Stadt Heideck)
41. Lohen (Markt Thalmässing)
42. Mantlach (Markt Titting, Lk. Eichstätt)
43. Meckenhausen (Stadt Hilpoltstein)
44. Mettendorf (Stadt Greding)
45. Michelbach (Stadt Freystadt, Lk. Neumarkt i.d.OPf.)
46. Mindorf (Stadt Hilpoltstein)
47. Mörlach (Stadt Hilpoltstein)
48. Morsbach (Markt Titting, Lk. Eichstätt)
49. Mörsdorf (Stadt Freystadt, Lk. Neumarkt i.d.OPf.)
50. Obermässing (Stadt Greding)
51. Oesterberg (Stadt Greding)
52. Offenbau (Markt Thalmässing)
53. Ohlangen (Markt Thalmässing)
54. Patersholz (Stadt Hilpoltstein)
55. Petersbuch (Markt Titting, Lk. Eichstätt)
56. Pierheim (Stadt Hilpoltstein)
57. Pyras (Markt Thalmässing)
58. Reinwarzhofen (Markt Thalmässing)
59. Röckenhofen (Stadt Greding)
60. Röttenbach
61. Rudletzholz (Stadt Heideck)
62. Ruppmannsburg (Markt Thalmässing)
63. Schloßberg (Stadt Heideck)
64. Schutzendorf (Stadt Greding)
65. Schwimbach (Markt Thalmässing)
66. Selingstadt (Stadt Heideck)
67. Sindersdorf (Stadt Hilpoltstein)
68. Solar (Stadt Hilpoltstein)
69. Stadelhofen (Markt Titting, Lk. Eichstätt)
70. Stauf (Markt Thalmässing)
71. Tiefenbach (Markt Thalmässing)
72. Untermässing (Stadt Greding)
73. Unterrödel (Stadt Hilpoltstein)
74. Waizenhofen (Markt Thalmässing)
75. Weinsfeld (Stadt Hilpoltstein)
76. Wengen (Markt Nennslingen, Lk. Weißenburg-Gunzenhausen)
77. Zell (Stadt Hilpoltstein)

## Kfz-Kennzeichen
Am 1. Juli 1956 wurde dem Landkreis bei der Einführung der bis heute gültigen Kfz-Kennzeichen das Unterscheidungszeichen HIP zugewiesen. Es wurde bis zum 3. August 1974 ausgegeben. Seit dem 11. Juli 2013 ist es im Landkreis Roth aufgrund der Kennzeichenliberalisierung wieder erhältlich.